# Cacaopoeder

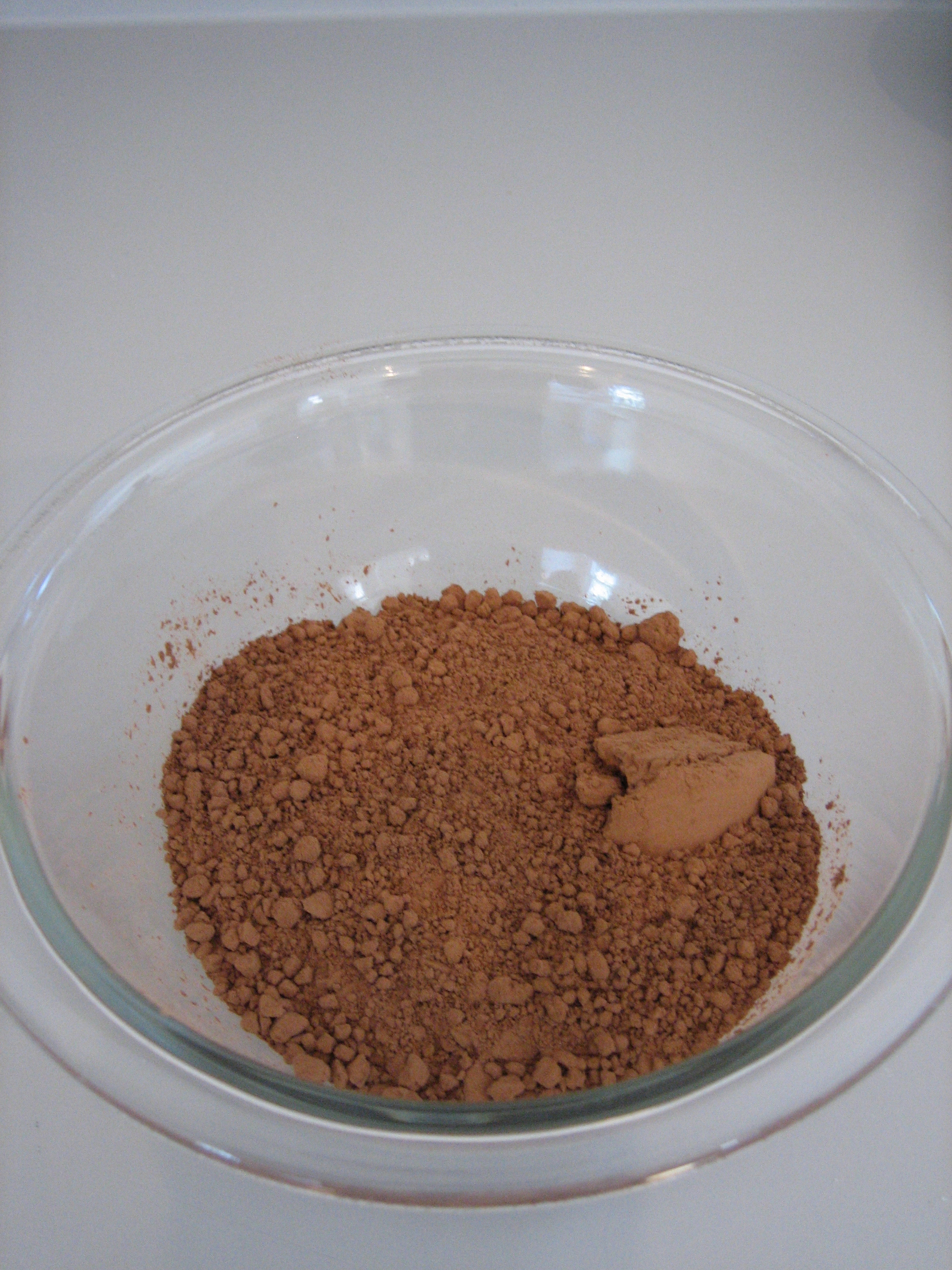
Cacaopoeder

Cacaopoeder is afkomstig van de cacaoboon, de vrucht van de cacaoboom. 
Om cacaopoeder te maken wordt gebruikgemaakt van de cacaomassa van de cacaoboon. Onder hoge druk wordt de massa uitgeperst, zodat er cacaopoeder en -boter ontstaan. Het poeder is in vele verschillende kleuren en smaken te verkrijgen. Die smaak en kleur worden bepaald door de kwaliteit van de cacaoboon en de temperatuur van het roosteren, maar ook door de zuurgraad van de boon.
Cacaopoeder wordt gebruikt om er chocolade en chocolademelk van te maken. Verder wordt het ook veel gebruikt als afwerking op warme en koude dranken of nagerechten met chocolade. In witte chocolade zit geen cacaopoeder, maar cacaoboter.